# あなたが世界一
『あなたが世界一』（あなたがせかいいち）は宇徳敬子7枚目のシングル。1996年6月10日、ZAIN RECORDSから発売された。規格品番：ZADL-1060。

## 概要
宇徳敬子の7枚目のソロシングル。後述の通り、1曲に2つのタイアップが初めて付いたシングル曲。

## タイアップ
- 「あなたが世界一」
  - テレビ東京系「ザ・BINGOスター」エンディングテーマ
  - 三井生命コマーシャルソング

## 収録曲
全曲作詞・作曲：宇徳敬子
1. あなたが世界一
編曲：池田大介・古井弘人
2. Wooo Baby
編曲：古井弘人
3. あなたが世界一　Original Karaoke
4. Wooo Baby　Original Karaoke